# Who Wants to Be a Millionaire?

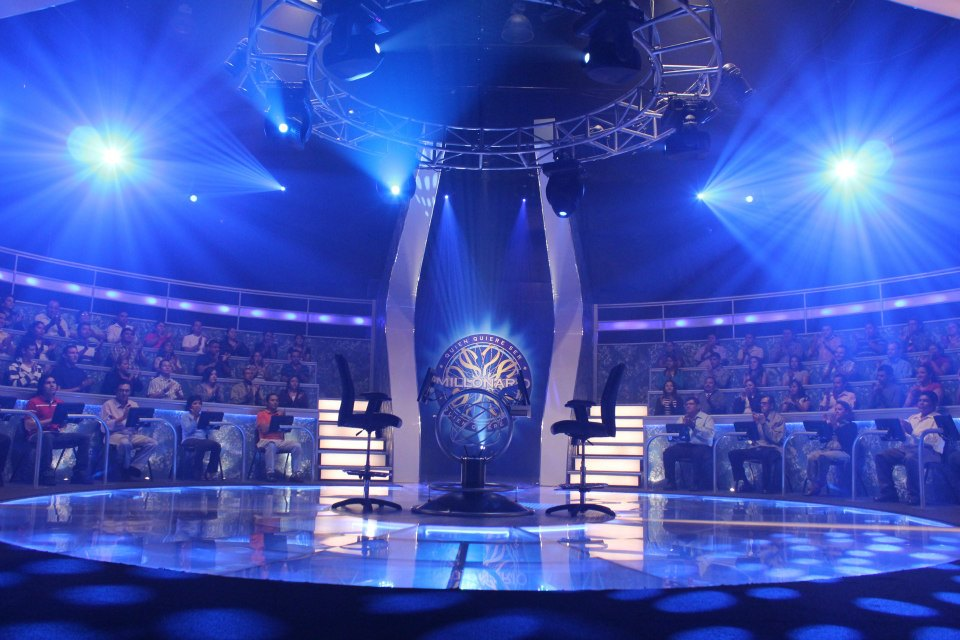
De quiz in El Salvador

Who Wants to Be a Millionaire? is een Britse televisiequiz, gecreëerd door David Briggs, Mike Whitehill en Steven Knight, en een internationaal format. De quiz werd voor het eerst in 1998 op de Britse commerciële zender ITV uitgezonden. De titel is gebaseerd op een nummer van Cole Porter. Het format werd door de Britse televisieproducent Celador ontwikkeld en is inmiddels in bezit van het Nederlandse 2waytraffic, onderdeel van Sony Pictures Entertainment.
Het format is in meer dan honderd landen wereldwijd verkocht. Endemol heeft het format in een groot aantal Europese landen geproduceerd, waaronder Nederland.
Tussen 1999 en 2011 werd de Nederlandse versie van de quiz uitgezonden onder de titel (Lotto) Weekend Miljonairs. Sinds 2019 is de quiz terug, aanvankelijk als BankGiro Miljonairs en sinds 2021 als VriendenLoterij Miljonairs. In Vlaanderen werd Wie wordt Multimiljonair? (vanaf 2002: Wie wordt Euromiljonair?) uitgezonden van 1999 tot 2006, opgevolgd door Miljonair in 2017 en 2018.

## Originele opzet
Bij aanvang van de show krijgen tien kandidaten een meerkeuzevraag waarbij ze vier antwoorden in de juiste volgorde moeten zetten (bijvoorbeeld het chronologisch ordenen van enkele gebeurtenissen). Degene die dit het snelst doet mag plaatsnemen in de stoel tegenover de presentator voor de echte quiz.
In de quiz moet de kandidaat vijftien meerkeuzevragen beantwoorden, waarbij elk goed antwoord de kandidaat een hoger geldbedrag oplevert. Na vijftien vragen goed te hebben beantwoord wint de kandidaat de hoofdprijs. De keuze bestaat uit vier antwoorden per vraag. De moeilijkheidsgraad van de vragen stijgt naarmate het te winnen bedrag hoger wordt.

## Internationale versies
| Land                             | Naam                                                                    | Presentatie                                                                                                 | Televisiezender             |
| -------------------------------- | ----------------------------------------------------------------------- | --- | --------------------------- |
| Algerije                         | Akher Qalima                                                            | Salah Ougrout                                                                                               | Canal Algérie               |
| Argentinië                       | ¿Quién quiere ser Millonario?                                           | Julián Weich                                                                                                | Canal13                     |
| Armenië                          | Ո՞վէ ուզում դառնալ միլիոնատեր                                           | Avet Barseghyan                                                                                             | Shant TV                    |
| Australië                        | Who Wants to Be a Millionaire?                                          | Eddie McGuire                                                                                               | Nine network                |
| België (Franstalige versie)      | Qui sera millionnaire?                                                  | Alain Simons                                                                                                | RTL-TVi                     |
| België (Nederlandstalige versie) | Wie wordt Euromiljonair?                                                | Walter Grootaers                                                                                            | VTM                         |
| Bulgarije                        | Стани богат (Stani bogat)                                               | Niki Kanchev daarna Mihail Bilalov                                                                          | Nova Television             |
| Canada                           | Who Wants to Be A Millionaire: Canadian Edition                         | Pamela Wallin                                                                                               | CTV                         |
| Chili                            | ¿Quién quiere ser millonario?                                           | Mario Kreutzberger daarna Sergio Lagos                                                                      | Canal 13                    |
| Colombia                         | ¿Quién quiere ser millonario?                                           | Paulo Laserna Phillips                                                                                      | Caracol TV                  |
| China                            | Bai Wan Zhi Duo Xing                                                    | Li Fan | GuiZhou TV                  |
| Cyprus                           | Poios thelei na ginei ekatommyriouchos                                  | Spiros Papadopoulos                                                                                         | RIK2                        |
| Denemarken                       | Hvem vil være millionær                                                 | Peter Kær, Jes Dorph-Petersen, Hans Pilgaard                                                                | TV2                         |
| Duitsland                        | Wer wird Millionär?                                                     | Günther Jauch                                                                                               | RTL Television              |
| Ecuador                          | Quien quiere ser millionario                                            | Alfonso Espinosa de los montelos                                                                            | Ecuavisa                    |
| El Salvador                      | ¿Quién quiere ser millonario?                                           | Willie Maldonado                                                                                            | Telecorporación Salvadoreña |
| Estland                          | Kes tahab saada miljonäriks?                                            | Hannes Võrno                                                                                                | TV3                         |
| Filipijnen                       | Who Wants to Be a Millionaire                                           | Christopher De Leon                                                                                         | IBC                         |
| Finland                          | Haluatko miljonääriksi?                                                 | Lasse Lehtinen, daarna Ville Klinga                                                                         | Nelonen, daarna MTV3        |
| Frankrijk                        | Qui veut gagner des millions ?                                          | Jean-Pierre Foucault                                                                                        | TF1                         |
| Georgië                          | Vis Unda Octi Atasi                                                     | Dimitri Skhirtlade                                                                                          | Rustavi 2                   |
| Griekenland                      | Poios thelei na ginei ekatommyriouchos                                  | Spiros Papadopoulos                                                                                         | Alpha                       |
| Hongkong                         | 百萬富翁                                                                | Kenneth Chan                                                                                                | ATV                         |
| Hongarije                        | Legyen Ön is milliomos!                                                 | István Vágó                                                                                                 | RTL Klub                    |
| Indonesië                        | Who Wants to Be a Millionaire                                           | Tantowi Yahya                                                                                               | RCTI                        |
| IJsland                          | Viltu vinna milljón?                                                    | Porsteinn J.                                                                                                | Stöð 2                      |
| Ierland                          | Who Wants to Be a Millionaire?                                          | Gay Byrne                                                                                                   | RTÉ                         |
| India                            | Kaun Banega Crorepati                                                   | Amitabh Bachchan (2000-2006, 2010-), Shahrukh Khan (2007)                                                   | STAR Plus                   |
| Israël                           | Mi rotseh lehyot mylyoner                                               | Yoram Arbel                                                                                                 | Channel 2                   |
| Italië                           | Chi vuol essere milionario                                              | Gerry Scotti                                                                                                | Canale 5                    |
| Japan                            | クイズ＄ミリオネア (Kuizu $ Mirionea)                                   | Mino Monta                                                                                                  | Fuji tv                     |
| Kerala (zuidwesten van India)    | Kodeeswaran                                                             | Mukesh Babu                                                                                                 | Surya TV                    |
| Kroatië                          | Tko želi biti milijunaš?                                                | Tarik Filipovic                                                                                             | HRT 1                       |
| Letland                          | Gribi būt miljonārs?                                                    | Martinš Kibilds                                                                                             | TV3                         |
| Libanon                          | Man sa yarbah al-malyoon                                                | George Kurdahi                                                                                              | MBC 1                       |
| Litouwen                         | Kas laimės milijoną?                                                    | Vytautas Kernagis                                                                                           | TV3                         |
| Macedonië                        | Koj saka da bide milioner?                                              | Sašo Macanovski-Trendo                                                                                      | A1 Television               |
| Marokko (Frans gesproken)        | Qui veut etre un millionaire?                                           | Mohammed Al-Jabbar & Jean Dupard (ze wisselen om de week)                                                   | 2M TV                       |
| Maleisië                         | 百萬富翁                                                                | Jalalludin Hassan                                                                                           | NTV7                        |
| Nederland                        | Lotto Weekend Miljonairs BankGiro Miljonairs VriendenLoterij Miljonairs | Robert ten Brink (1999-2008, 2019-heden), Jeroen van der Boom (2011)                                        | SBS6, RTL 4                 |
| Nigeria                          | Who Wants to Be a Millionaire                                           | Frank Edoho                                                                                                 | NTV                         |
| Noorwegen                        | Vil du bli millionær                                                    | Frithjof Wilborn                                                                                            | TV@                         |
| Oekraïne                         | Hto hoche staty mil'jonerom? - Pershyj mil'jon                          | Danilo Janevskyj                                                                                            | 1+1                         |
| Oostenrijk                       | Die Millionenshow                                                       | Armin Assinger                                                                                              | ORF                         |
| Polen                            | Milionerzy                                                              | Hubert Urbanski                                                                                             | TVN                         |
| Portugal                         | Quem quer ser milionário?                                               | Jorge Gabriel                                                                                               | RTP 1                       |
| Roemenië                         | Vrei sa fii miliardar?                                                  | Virgil Iantu                                                                                                | Prima tv                    |
| Rusland                          | Кто хочет стать миллионером? (Kto chotsjet stat millionerom)            | Maksim Galkin (2001-2008), Dmitri Dibrov (1999-2001, 2008-heden)                                            | ORT                         |
| Servië en Montenegro             | Zelite li da postanete milioner?                                        | Ivan Zeljkovic                                                                                              | BKTV SAT                    |
| Slowakije                        | Milionár                                                                | Martin Nikodým                                                                                              | STV1                        |
| Slovenië                         | Milijonar z Jonason                                                     | Jonas Žnidaršič                                                                                             | TV Slovenija 1              |
| Spanje                           | ¿Quién quiere ser millonario?                                           | Carlos Sobera                                                                                               | Antena 3                    |
| Taiwan                           | Wai Beng Fu Yung?                                                       | |                             |
| Thailand                         | Khai yark pen Sethey                                                    | |                             |
| Tsjechië                         | Chcete Být Milionářem?                                                  | Vladimír Čech                                                                                               | TV Nova                     |
| Turkije                          | Kim Milyoner Olmak ister?                                               | Kenan İmirzalıoğlu                                                                                          | Atv                         |
| Venezuela                        | Quien quiere ser millonario                                             | Eladio lares                                                                                                | RCTV                        |
| Verenigd Koninkrijk              | Who Wants to Be a Millionaire?                                          | Chris Tarrant, Jeremy Clarkson                                                                              | ITV                         |
| Verenigde Staten                 | Who Wants to Be a Millionaire?                                          | Regis Philbin (1999-2002), Meredith Vieira (2002-2013), Terry Crews (2014-2015), Steve Harrison (2015-2019) | ABC                         |
| Vietnam                          | Ai là triệu phú?                                                        | Lại Vǎn Sâm (2005-2017), Phan Đăng (2018-2020), Đinh Tiến Dũng (2021-heden)                                 | VTV3                        |
| Zuid-Afrika                      | Who Wants to Be a Millionaire?                                          | Jeremy Maggs                                                                                                | M-Net                       |
| Zweden                           | Vem vill bli miljonär? en vanaf 2005 Postkod miljonāren                 | Bengt Magnusson (1999-2003), Rickard Sjöberg (2005-heden)                                                   | TV4                         |
| Zwitserland                      | Wer wird Millionär?                                                     | René Rindlisbacher                                                                                          | TV3                         |

## Trivia
- De Amerikaanse versie, gepresenteerd door Regis Philbin, was daar een zeer groot succes, en de eerste quiz sinds lange tijd die in primetime werd uitgezonden. Vanaf 2002 werd deze versie gepresenteerd door Meredith Vieira.
- De Indiase versie Kaun Banega Crorepati wordt gepresenteerd in het Hindi. Echter door de grote verscheidenheid van talen in India worden de vragen tijdens het programma in het Engels gesteld en beantwoord. Veel van de "makkelijke" vragen voor de kleine bedragen gaan over cricket, de nationale sport.
- De Indiase versie van de quiz staat centraal in de film Slumdog Millionaire.
- Bij de Duitse versie (Wer wird Millionär?) heeft de kandidaat voordat het spel start de mogelijkheid om een extra vierde joker te activeren. Met deze joker kan de kandidaat een persoon in het publiek om hulp vragen als hij/zij het antwoord niet weet. Hier staat wel tegenover dat de 16.000 euro niet veilig gesteld kan worden en de kandidaat bij een fout antwoord terug valt naar 500 euro.